# Droit à la santé
Ne doit pas être confondu avec Droit de la santé.

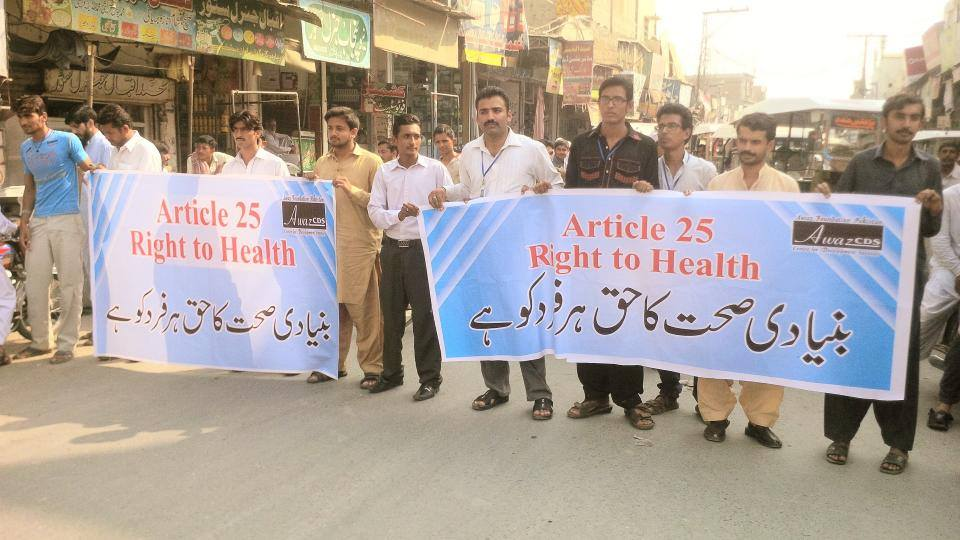
Manifestants pour le droit à la santé au Pakistan.

Le droit à la santé est le droit à un niveau de santé minimum, universel, c'est-à-dire auquel chacun a droit. Ce droit à des aspects économiques, sociaux et culturel. Depuis les années 1940 puis 1990, bien qu'en progressant par à coups, il s'inscrit de plus en plus dans les accords internationaux (en particulier avec la Déclaration universelle des droits de l'homme du 10 décembre 1948, le Pacte international relatif aux droits économiques, sociaux et culturels et la Convention relative aux droits des personnes handicapées).
L'interprétation et l'application de ce droit sont encore débattus, dont en raison de considérations sur la manière dont la santé est définie, ou encore sur les droits minimums à inclure dans un droit à la santé, ou sur les moyens à donner aux institutions chargées de garantir ce droit à la santé. En 2002, Gro Harlem Brundtland, alors directrice générale de l'Organisation mondiale de la santé, rappelle que « des millions de gens n'ont pas accès aux soins de santé ou même aux services d'assainissement de base » et que « ceux qui ont la chance d'avoir accès aux services de santé bien souvent ne sont pas traités comme il convient ».

## Définition

### Constitution de l'Organisation mondiale de la santé (1946)

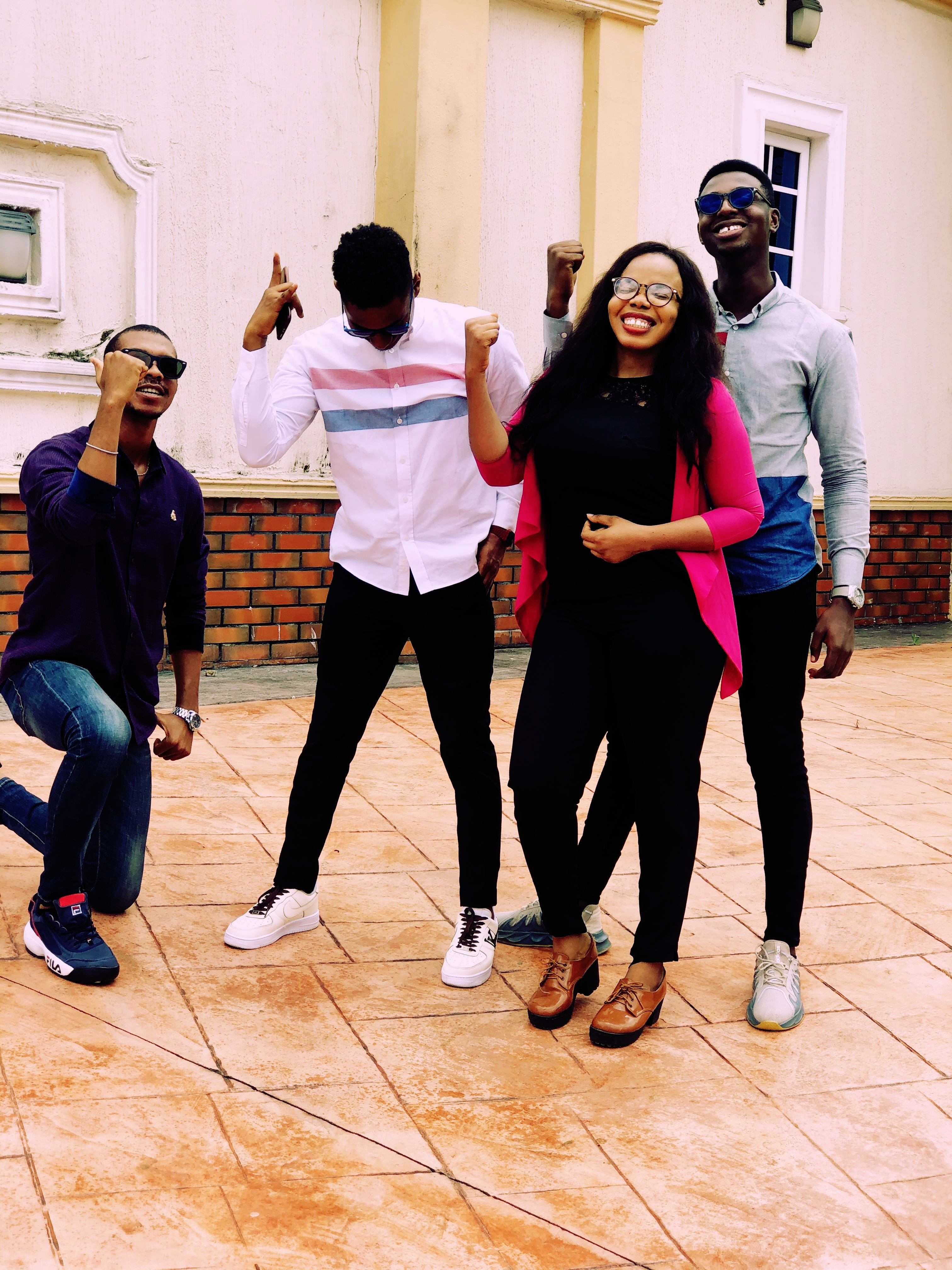
Quatre jeunes gens apparemment en bonne santé et heureux.

Le préambule de la Constitution de 1946 de l' Organisation mondiale de la santé (OMS) définit la santé au sens large comme «un état de complet bien-être physique, mental et social et pas simplement l'absence de maladie ou d'infirmité» Cette Constitution définit le droit à la santé comme «la jouissance du meilleur état de santé possible». Elle énumère certains principes de ce droit en tant que développement sain de l'enfant ; diffusion équitable de la connaissance médicale et de leurs avantages ; ainsi que les mesures sociales devant être fournies par le gouvernement pour assurer une santé adéquate de tous.
Frank P. Grad attribue à la Constitution de l'OMS « la revendication… de tout le domaine de la santé publique internationale contemporaine », établissant le droit à la santé comme un « droit humain fondamental et inaliénable » que les gouvernements ne peuvent pas abroger, étant au contraire tenus de protéger et de soutenir.
La Constitution de l'OMS, notamment, marque la première délimitation officielle d'un droit à la santé dans le droit international.

### Déclaration universelle des droits de l'homme (1948)

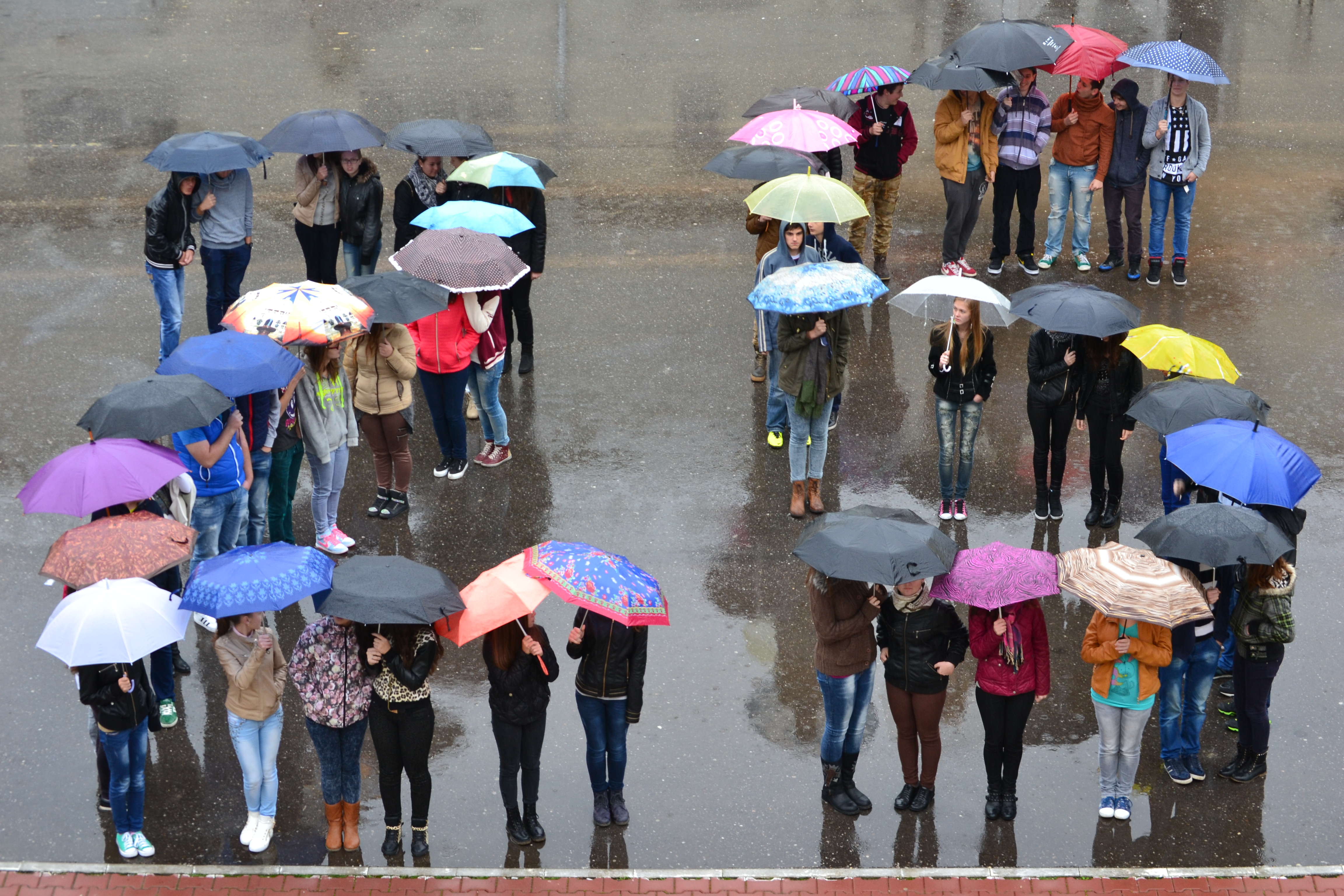
Des militants roumains créent un « 25 » à l'aide de parapluies ; faisant ainsi référence à l'article 25 de la Déclaration universelle des droits de l'homme des Nations Unies.

L'article 25 de la Déclaration universelle des droits de l'homme des Nations unies de 1948 établit que « Toute personne a droit à un niveau de vie suffisant pour sa santé et son bien-être et celui de sa famille, y compris la nourriture, l'habillement, le logement et les soins médicaux et services sociaux nécessaires ». La Déclaration universelle prévoit des aménagements supplémentaires assurant la sécurité en cas d'affaiblissement physique ou de handicap, et fait une mention spéciale concernant les soins prodigués lors de la maternité et dans l'enfance.
La Déclaration universelle des droits de l'homme est considérée comme la première déclaration internationale des droits fondamentaux de l'homme, à la fois les libertés et les droits. La Haut-Commissaire des Nations unies aux droits de l'homme, Navanethem Pillay, écrit que la Déclaration universelle des droits de l'homme « consacre une vision qui exige de considérer tous les droits de l'homme - civils, politiques, économiques, sociaux ou culturels - comme un tout indivisible et organique, inséparable et interdépendant » .
Gruskin et al. ajoutent que la nature interdépendante des droits exprimés dans la Déclaration universelle établit une « responsabilité [qui] va au-delà de la fourniture de services de santé essentiels pour s'attaquer aux déterminants de la santé tels que la fourniture d'une éducation adéquate, d'un logement, d'une alimentation et de conditions de travail favorables », déclarant en outre que ces dispositions « sont des droits de l'homme en soi et sont nécessaires à la santé ». Il inclut le droit à la protection de la santé au travail (qui inclut la santé mentale au travail).

### Convention internationale sur l'élimination de toutes les formes de discrimination raciale (1965)
La santé est brièvement abordée dans la Convention internationale des Nations Unies sur l'élimination de toutes les formes de discrimination raciale, qui a été adoptée en 1965 (entrée en vigueur en 1969). La Convention appelle les États à « interdire et éliminer la discrimination raciale sous toutes ses formes et à garantir le droit de toute personne, sans distinction de race, de couleur ou d'origine nationale ou ethnique, à l'égalité devant la loi » et les références en disposition « Le droit à la santé publique, aux soins médicaux, à la sécurité sociale et aux services sociaux. » 

### Pacte international relatif aux droits économiques, sociaux et culturels (1966)

États parties et signataires du Pacte international relatif aux droits économiques, sociaux et culturels. Parties et signataires du PIDESC :
Signé et ratifié
Ratifié par accession ou succession
État non reconnu lié
Signé et non ratifié
Non signé

Les Nations unies définissent en outre le droit à la santé à l'article 12 du Pacte international de 1966 relatif aux droits économiques, sociaux et culturels. Ce dernier stipule:
« Les États parties au présent pacte reconnaissent le droit de toute personne de jouir du meilleur état de santé physique et mentale susceptible d’être atteint. Les mesures que les États parties au présent Pacte doivent prendre pour réaliser le plein exercice de ce droit comprennent celles qui sont nécessaires pour:
La réduction du taux de mortinatalité et de mortalité infantile et pour le développement sain de l'enfant;
L'amélioration de tous les aspects de l'hygiène environnementale et industrielle;
La prévention, le traitement et le contrôle des épidémies, des maladies endémiques, des maladies professionnelles et autres ;
La création de conditions qui assureraient des soins de santé universels et des soins médicaux en cas de maladie ».

#### Commentaire général (General Comment)no14(2000)
En 2000, le Comité des droits économiques, sociaux et culturels des Nations unies a publié l'Observation générale no 14, qui traite des « questions de fond soulevées par l'application du Pacte international relatif aux droits économiques, sociaux et culturels « en ce qui concerne l'article 12 et » le droit au meilleur état de santé possible ».
Le commentaire général est plus opérationnel et explicite concernant les libertés et les droits inclus dans un droit à la santé : il précise directement que « le droit à la santé » ne doit pas être compris comme un « droit à être en bonne santé santé ». Au lieu de cela, le droit à la santé est articulé à la fois comme un ensemble de libertés et de droits tenant compte des conditions biologiques et sociales de l'individu, ainsi que des ressources disponibles de l'État, qui peuvent tous deux faire obstacle au droit d'être en bonne santé pour des raisons indépendantes de l'influence ou du contrôle de l'État.
L'article 12 charge l'État de reconnaître que chaque individu a un droit inhérent au meilleur état de santé possible et énumère (au moins en partie) les «libertés de» et les «droits à» qui accompagnent un tel droit; cependant, il ne charge pas l'État de veiller à ce que tous les individus, en fait, soient en pleine santé, ni à ce que tous les individus aient pleinement reconnu les droits et opportunités énumérés dans le droit à la santé.

##### Relation avec d'autres droits
À l'instar de la Déclaration universelle des droits de l'homme, le commentaire général clarifie la nature interdépendante des droits de l'homme, déclarant que « le droit à la santé est étroitement lié et dépend de la réalisation d'autres droits de l'homme », soulignant ainsi l'importance des progrès en matière de droits de l'homme. D'autres droits tels que le droit à l'alimentation, le droit au travail, le droit au logement, le droit à la vie, le droit à la non-discrimination, le droit à la dignité humaine y sont liés ; il donne une l'importance, entre autres, à la reconnaissance du droit à la santé.
Le « commentaire général » reconnaît aussi que «le droit à la santé englobe un large éventail de facteurs socio-économiques favorisant les conditions dans lesquelles les gens peuvent mener une vie saine, et s'étend aux déterminants sous-jacents de la santé». À cet égard, le commentaire général soutient que les étapes spécifiques vers la réalisation du droit à la santé énumérées à l'article 12 ne sont pas exhaustives et sont de nature strictement illustrative.
Le lien inextricable entre santé et droits de l'homme

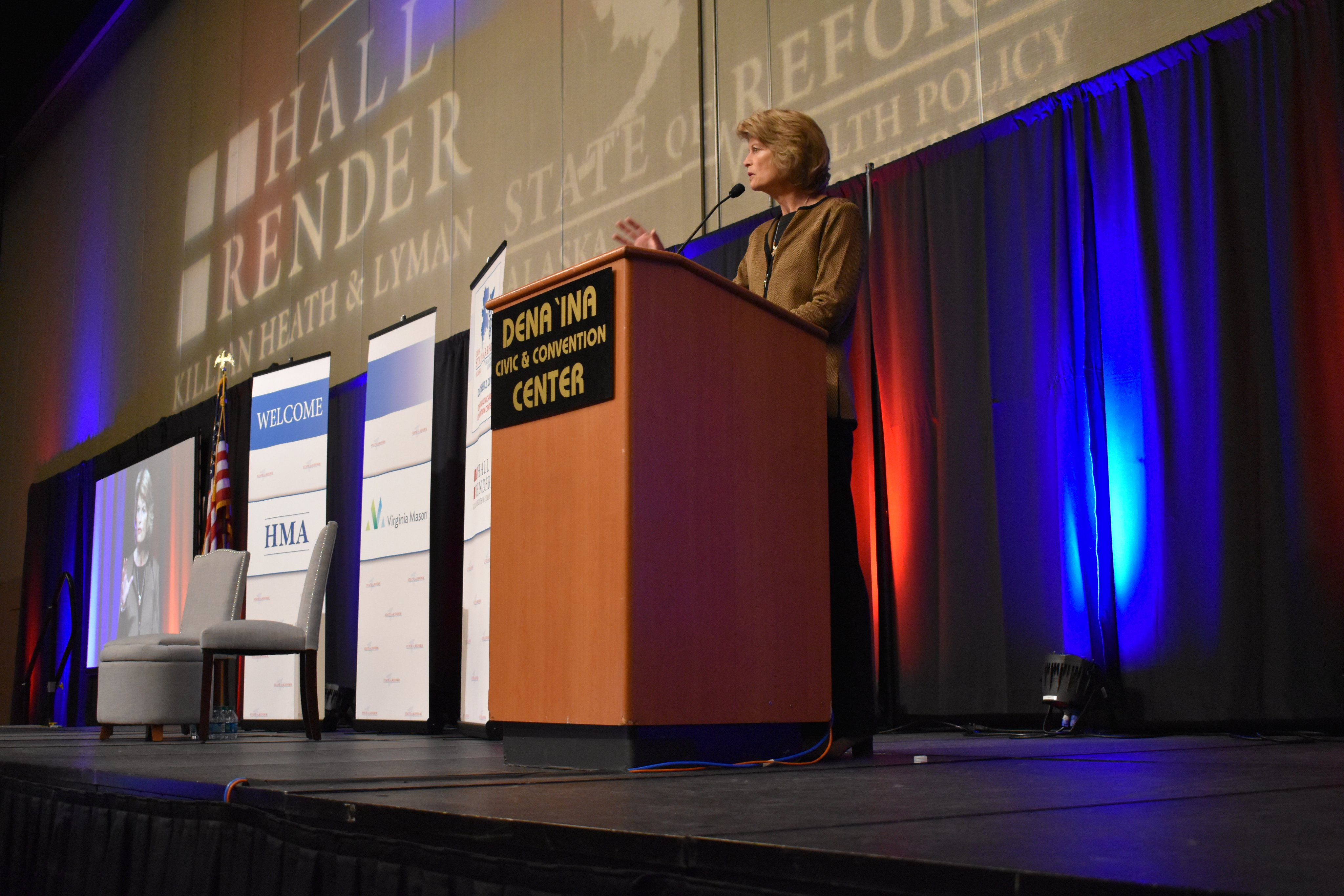
Lisa Murkowski à la conférence 2019 sur l'état de la réforme de la santé en Alaska.

Jonathan Mann enseignant les droits à la santé et les droits de l'homme pour L'association François-Xavier Bagnoud ; il était aussi professeur d'épidémiologie et de santé internationale à la Harvard TH Chan School of Public Health . Il fut un pionnier dans la promotion de la santé, de l'éthique et des droits de l'homme, défendant la théorie selon laquelle la santé et les droits de l'homme étaient inextricablement liés dans une relation dynamique.
Selon Mann, la santé et les droits de l'homme sont des approches intriquées et complémentaires pour définir et faire progresser le bien-être humain. En 1994, Jonathan Mann et ses collègues ont lancé le Health and Human Rights Journal pour souligner l'importance de ce lien inextricable entre la santé et les droits de l'homme.
Dans le premier volume du Health and Human Rights Journal, Jonathan Mann et ses collègues ont publié un article explorant la collaboration potentielle dans le domaine de la santé et des droits humains. Ils y décrivent un cadre pour relier ces deux domaines interconnectés. Ce cadre est basé sur trois grandes relations.
La première relation entre la santé et les droits de l'homme est une relation politique. Mann et ses collègues affirment que les politiques, programmes et pratiques de santé ont un impact sur les droits de l'homme, en particulier lorsque le pouvoir de l'État est considéré comme relevant du domaine de la santé publique.
Ensuite, l'article pose une relation inverse: les violations des droits humains ont des effets sur la santé. Il demande également une expertise en santé pour aider à comprendre comment la santé et le bien-être peuvent être affectés par les violations des droits de l'homme grâce à des mesures et des évaluations.
Le troisième lien repose sur le concept selon lequel la protection et la promotion des droits de l'homme et de la santé sont fondamentalement liées dans une relation dynamique. Alors que la littérature a largement soutenu les deux premières relations, cette troisième hypothèse n'a pas été explorée aussi substantiellement.
L'article soutient ce concept en déclarant notamment que ce lien suggère que considérer séparément les deux champs (santé et droits humains) peut avoir des conséquences pratiques dramatiques, de même si l'on ne tient pas compte des interactions entre les pratiques de santé publique et la pratique des droits de l'homme.
Mann et ses collègues affirment que ces deux domaines sont inséparables et qu'il faut combiner la recherche, l'éducation, l'expérience et le plaidoyer pour comprendre cette « intersection », afin de comprendre et de faire progresser le bien-être humain à échelle mondiale.
Mann et de son collègue veulent faire comprendre que, si la santé individuelle a été au centre des préoccupations des services médicaux et autres services de santé, en particulier en ce qui concerne la maladie physique et le handicap, la santé publique (et son volet prévention) ont davantage évolué autour de la façon dont les gens peuvent être et rester « sains ». Selon cette définition très simple : la santé publique a pour mission de promouvoir une santé positive et la prévention des problèmes de santé - maladie, invalidité, décès prématuré. Autrement dit, le sens traditionnel de la santé individuelle tel qu'il est compris et traité par les services de santé est « une condition essentielle de la santé », mais ce n'est pas le seul qualificatif ou un terme échangeable avec « santé ». En d'autres termes, les services de santé ne sont pas suffisants pour la santé, comme le comprennent les praticiens de la santé publique - il existe des facteurs externes (dont l'environnement physique, biologique et psychique) qui nuancent ou ont un impact positif ou négatif sur la santé et le bien-être individuel, mais aussi des populations set de la population humaine mondiale.

##### Équité en santé
Le commentaire général insiste aussi sur l'équité en santé, un concept non-abordé dans le Pacte international initial. Le document note : « Le Pacte proscrit toute discrimination dans l'accès aux soins de santé et aux déterminants de la santé sous-jacents, ainsi que dans les moyens et les droits pour leur acquisition. » En outre, la responsabilité de la réduction de la discrimination et de ses effets en matière de santé est déléguée à l'État : « Les États ont une obligation particulière de fournir à ceux qui ne disposent pas de moyens suffisants l'assurance maladie et les établissements de soins de santé nécessaires, et de prévenir toute discrimination pour des motifs internationalement interdits dans la fourniture de soins de santé et de services de santé ».
Un accent supplémentaire est mis sur la non-discrimination fondée sur le sexe, l'âge, le handicap ou l'appartenance à des communautés autochtones.

##### Responsabilités des États et des organisations internationales
Les sections suivantes du Commentaire général détaillent les obligations des nations et des organisations internationales à l'égard du droit à la santé. Les obligations des nations sont classées en trois catégories : 
1) les obligations de respecter, 
2) les obligations de protéger et 
3) les obligations de réaliser le droit à la santé.
Des exemples (non exhaustifs) sont la prévention de la discrimination dans l'accès ou la prestation des soins ; s'abstenir de limiter l'accès à la contraception ou le planning familial; restreindre le refus d'accès aux informations sur la santé; réduire toutes les pollutions ; restreindre les pratiques médicales coercitives et / ou néfastes fondées sur la culture ; assurer un accès équitable aux déterminants sociaux de la santé; et fournir des directives appropriées pour l'accréditation des installations médicales, du personnel et de l'équipement.
Les obligations internationales comprennent la possibilité de jouir de la santé dans d’autres pays ; prévenir les atteintes à la santé dans d’autres pays ; coopérer à la fourniture d’une aide humanitaire en cas de catastrophe et d’urgence ; et s'abstenir de recourir aux embargos sur les médicaments, le matériel médical ou le personnel de soins en tant qu'acte d'influence politique ou économique.

### Convention sur l'élimination de toutes les formes de discrimination à l'égard des femmes

Participation des Etats à la Convention sur l'élimination de toutes les formes de discrimination à l'égard des femmes (CEDAW).
Signé et ratifié
Ratifié par accession ou succession
État non reconnu lié
Signé et non ratifié
Non signé

L'article 12 de la Convention des Nations Unies de 1979 sur l'élimination de toutes les formes de discrimination à l'égard des femmes vise à protéger les femmes contre la discrimination fondée sur le sexe quand elles reçoivent des services de santé, ainsi que leur droit à des dispositions spécifiques en matière de soins de santé liés au sexe.
Le texte intégral de l'article 12 stipule : 
«  'Article 12' :
1. Les États parties prennent toutes les mesures appropriées pour éliminer la discrimination à l'égard des femmes dans le domaine des soins de santé afin d'assurer, sur la base de l'égalité des hommes et des femmes, l'accès aux services de santé, y compris ceux liés à la planification familiale ;
2. Nonobstant les dispositions du paragraphe I du présent article, les États parties doivent assurer aux femmes des services appropriés en ce qui concerne la grossesse, l'accouchement et la période postnatale, en leur accordant des services gratuits si nécessaire, ainsi qu'une alimentation adéquate pendant la grossesse et l'allaitement ».

### Convention relative aux droits de l'enfant

États parties (ratifications) à la Convention relative aux droits de l’enfant.
Partie à la Convention
Signé mais pas ratifié
Non-signataire

La santé est mentionnée à plusieurs reprises dans la Convention relative aux droits de l'enfant (1989). Son article 3 demande aux Parties de veiller à ce que les institutions et les établissements de soins pour enfants respectent les normes sanitaires.
L'article 17 reconnaît le droit de l'enfant à accéder aux informations pertinentes pour sa santé physique et mentale et son bien-être.
L'article 23 fait spécifiquement référence aux droits des enfants handicapés, incluant les services de santé, la réadaptation et les soins préventifs.
L'article 24 décrit en détail la santé de l'enfant, en précisant : «Les Parties reconnaissent le droit de l'enfant à la jouissance du meilleur état de santé possible et à des installations pour le traitement de la maladie et la réadaptation de la santé. Les États s'efforcent de faire en sorte qu'aucun enfant ne soit privé de son droit d'accès à ces services de santé. Pour mettre en œuvre cette disposition, la Convention énumère les mesures suivantes :
Le site Web de l' Organisation mondiale de la santé commente : « La CRC est le cadre normatif et juridique du travail de l'OMS dans le large spectre de la santé des enfants et des adolescents. » Goldhagen présente la CRC comme un «modèle de plaidoyer pour les enfants» et propose son utilisation comme cadre pour réduire les disparités et améliorer les résultats en matière de santé infantile.

### Convention relative aux droits des personnes handicapées
L'article 25 de la Convention relative aux droits des personnes handicapées (2006) précise que « les personnes handicapées ont le droit de jouir du meilleur état de santé possible sans discrimination fondée sur le handicap ». Les sous-clauses de l'article 25 stipulent que les États doivent offrir aux handicapés la même « gamme, qualité et niveau » de soins de santé qu'ils fournissent aux autres personnes, ainsi que les services spécifiquement requis pour la prévention, l'identification et la gestion du handicap. D'autres dispositions précisent que les soins de santé pour les personnes handicapées devraient être disponibles dans les communautés locales, et que ces soins devraient être équitables sur le plan géographique, avec des déclarations supplémentaires contre le refus ou la fourniture inégale de services de santé (y compris « nourriture et liquides » et « assurance-vie ») sur la base du handicap.
Hendriks[Qui ?] critique le fait que la convention n'a pas défini spécifiquement le terme « handicap » ; il soutient en outre que « l'absence de description claire […] peut porter atteinte à l'interprétation uniforme, ou du moins mettre en péril la protection cohérente que la Convention cherche à garantir » Il reconnaît cependant que l'absence d'une définition claire du «handicap» peut profiter aux handicapés en limitant la capacité de l'État à limiter l'extension des dispositions de la convention à des populations spécifiques ou à celles qui souffrent de certaines maladies handicapantes.

### Définitions dans la littérature académique
Alors que la plupart des droits de l'homme sont théoriquement présentés comme des droits négatifs, ce qui signifie qu'il s'agit de domaines dans lesquels la société ne peut pas interférer ou restreindre par une action politique, Mervyn Susser soutient que le droit à la santé est un droit particulièrement unique et difficile car il est souvent exprimé comme un droit positif. droit, où la société a l'obligation de fournir certaines ressources et opportunités à la population en général.
Susser énonce en outre quatre dispositions qu'il considère comme étant couvertes par un droit à la santé: 
1. un accès équitable à la santé et aux services médicaux;
2. un effort social de «bonne foi» pour promouvoir l'égalité de santé entre les différents groupes sociaux;
3. des moyens de mesurer et d'évaluer l'équité en santé;
4. des systèmes sociopolitiques égaux pour donner à toutes les parties une voix unique dans le plaidoyer et la promotion de la santé. Il précise que, bien que cela implique probablement une norme minimale d'accès aux ressources de santé, cela ne garantit ni ne nécessite un état de santé équitable pour chaque personne en raison des différences biologiques inhérentes à l'état de santé[17]. Cette distinction est importante, car certaines critiques courantes d'un «droit à la santé» sont qu'il établit un droit à une norme inaccessible et qu'il aspire à un état de santé trop subjectivement variable d'une personne à l'autre ou d'une société à l'autre[18].

Si Susser se concentre sur les soins de santé comme droit positif, Paul Hunt réfute ce point de vue, affirmant que le droit à la santé englobe aussi des droits négatifs comme la protection contre la discrimination et le droit de ne pas recevoir de traitement médical sans le consentement volontaire du destinataire. Hunt admet cependant que certains droits positifs, comme la responsabilité de la société d'accorder une attention particulière aux besoins de santé des personnes défavorisées et vulnérables, sont inclus dans le droit à la santé.
Paul Farmer aborde la question de l'accès inégal aux soins de santé dans son article, « Les principales maladies infectieuses dans le monde - Traiter ou ne pas traiter ». Il discute de « l'écart de résultats » croissant entre les populations bénéficiant des interventions de santé et celles qui ne le sont pas. Les pauvres ne reçoivent pas le même traitement, voire pas du tout, que les plus riches. Les coûts élevés des médicaments et des traitements font qu'il est problématique pour les pays pauvres de recevoir des soins égaux. Il déclare : « L'excellence sans équité apparaît comme le principal dilemme des droits de l'homme dans les soins de santé au XXIe sièclee ».

## Droit humain aux soins de santé

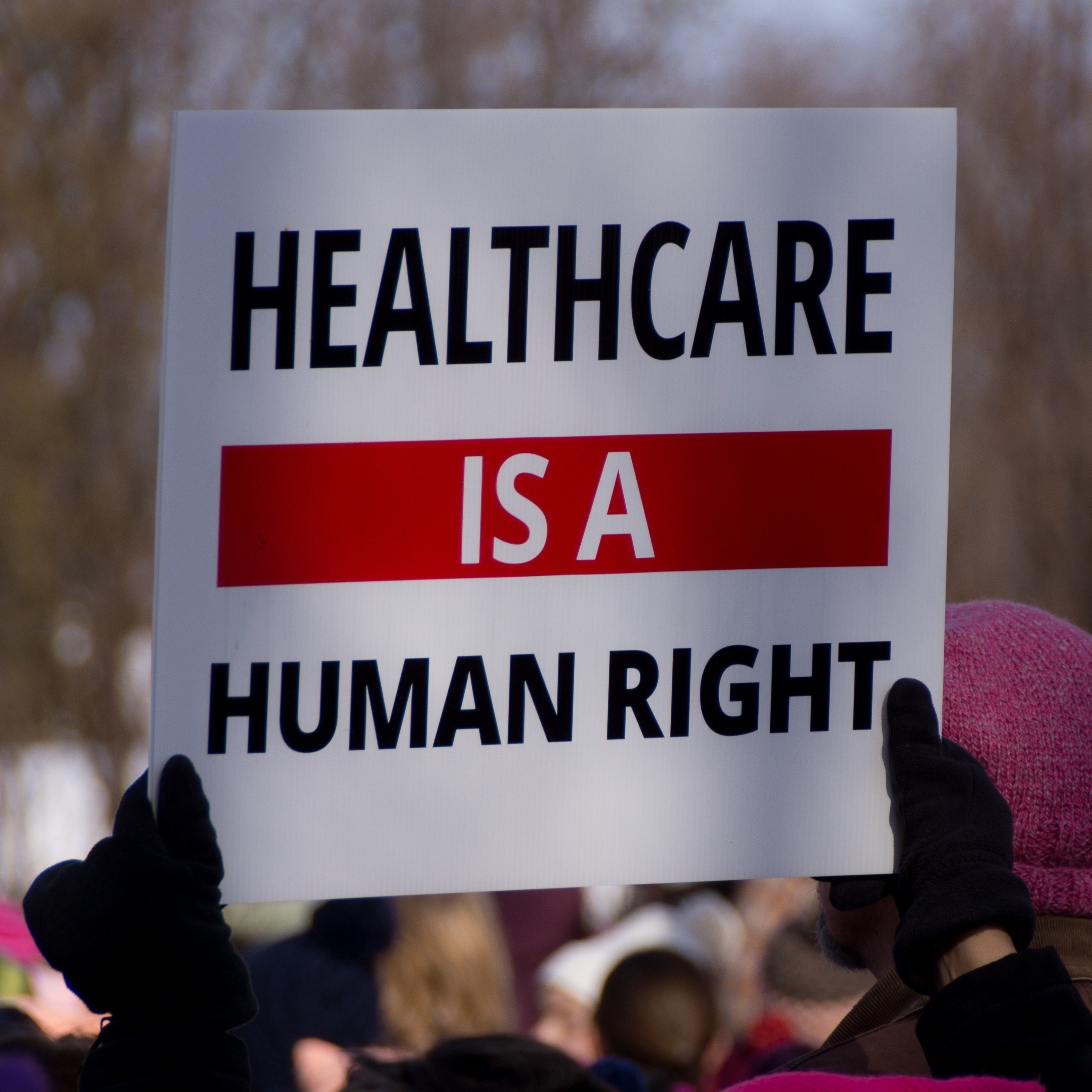
« La santé est un droit humain » rappelle ce panneau tenu par un manifestant.

Une autre façon de conceptualiser une facette du droit à la santé est le «droit humain universel aux soins de santé». Ce droit englobe à la fois les droits des patients et des prestataires (dans la prestation des services de santé, ces derniers étant aussi parfois exposés à des abus de la part des États). Les droits des patients dans la prestation des soins de santé comprennent: le droit à la vie privée, à l'information, à la vie et à des soins de qualité, ainsi que le droit de ne pas subir de discrimination, de torture et de traitements cruels, inhumains ou dégradants.
Les groupes marginalisés, tels que les migrants et les personnes déplacées, les minorités raciales et ethniques, les femmes, les minorités sexuelles et les personnes vivant avec le VIH, sont particulièrement vulnérables aux violations des droits de l'homme dans certains établissements de santé,. Ainsi des minorités raciales et ethniques peuvent être isolées dans des quartiers de moins bonne qualité, des handicapées peuvent être confinées et traitées de force, les toxicomanes peuvent se voir refuser un traitement de sortie de toxicomanie, les femmes peuvent être contraintes à des examens vaginaux et peuvent se voir refuser des avortements vitaux, soupçonnées d'être homosexuelles. les hommes peuvent être contraints à des examens anaux et les femmes des groupes marginalisés et les personnes transgenres peuvent être stérilisées de force.
Les droits des prestataires comprennent: le droit à des normes de qualité pour leurs conditions de travail, le droit de s'associer librement et le droit de refuser d'exécuter une procédure contraire à leur éthique ou moralité. Les prestataires de soins de santé subissent souvent des violations de leurs droits, notamment dans les pays où l'état de droit est faible (ils y sont souvent contraints d'effectuer des procédures niant leur éthique et moralité, de refuser aux groupes marginalisés les meilleures normes de soins possibles, de violer la confidentialité des patients voire de dissimulent des crimes contre l'humanité et la torture,. De plus, les prestataires n'obéissant pas à ces pressions sont souvent menacés et/ou persécutés. Dans certains pays, en particulier aux États-Unis, des débats entourent la « clause de conscience » chez le prestataire de soin, confronté à des procédures qu'il juge contraire à son propre code éthique, moral ou religieux (ex. : planning familial, tout ou partie des avortements, stérilisations volontaires par exemple, mutilations sexuelles d'origines culturelles et/ou religieuses…),.
La réforme juridique peut permettre de généraliser des mécanismes de lutte et de prévention contre violations des droits des patients à la santé (et/ou de protection des prestataires de soins), mais, dans les pays en transition (pays nouvellement formés en cours de réforme), et dans d'autres contextes (où l'état de droit est faible, où le pouvoir religieux est dominant), peuvent être limités.

## Droit constitutionnel aux soins de santé; difficultés d'application
Un nombre croissant de constitutions reconnaissent le droit à la santé.
Parfois, ces droits sont justiciables, ce qui signifie qu'ils peuvent donner lieu à une action en justice quand ils ne sont pas respectés, Une tendance de la réforme constitutionnelle dans le monde a été, à la fois, de consacrer le droit à la santé, et de le rendre justiciable.
Parmi les pays riches, les États-Unis constituent un cas aberrant par rapport à ces tendances, au moins au niveau fédéral.
Néanmoins, plusieurs campagnes ont cherché à y soutenir une reconnaissance constitutionnelle du droit à la santé.
Là où les constitutions reconnaissent un droit justiciable à la santé, les réponses des tribunaux ont été mitigées et des questions de justice sociale se posent, d'autant que le secteur de la santé obéit de plus en plus à une logique de marché et de rentabilité par le brevetage (même quand la recherche est largement financée par l'argent public),.

Des difficultés particulières d'application de ce droit se posent pour les non-ressortissants d'un pays (y compris pour des ressortissants communautaires vivant en France), ou encore pour les personnes incarcérées, les migrants, réfugiés ou sans-papiers. Pour eux, ce droit fondamental semble souvent difficile à faire respecter, de même que pour les personnes vivant dans les bidonvilles ou favelas ou encore pour des personnes porteurs de troubles du spectre autistique ou « handicapées mentales et psychiques ».

En dépit d'un très large consensus, ce droit peut parfois dans la réalité ne pas correspondre à ce qu'affiche la loi et/ou les décideurs (comme en Afrique de l'ouest francophone au tournant du XXIe siècle) rapidement régresser, même dans les pays riches : ainsi en France depuis les années 1970, le nombre de visites médicales offertes aux enfants dans leur cursus scolaire ou aux fonctionnaires dans les administrations a beaucoup diminué, de même que le nombre de médecins référents, faute de moyens financiers, techniques et humains dédiés.
Des ressources et outils pour les avocats, les prestataires et les patients intéressés par l'amélioration des droits de l'homme dans les soins aux patients ont été élaborés, dont par l'OMS, y compris pour les enfants.

## Approches critiques
Dans les milieux libertariens de droite nord américains et anglais notamment, divers penseurs (personnes politiques, partis politiques et leurs think tanks) s'opposent au droit à la santé pour tous, ou estiment devoir le modérer ce qui a notamment expliqué les difficultés rencontrées par l'Obamacare (Patient Protection and Affordable Care Act).
Pour Philip Barlow, les soins de santé ne sont pas un droit de l'homme car il est difficile de définir ce qu'ils impliquent, et où la « jauge minimale » des droits devrait être juridiquement établie. Il soutient que les droits imposent à autrui des devoirs de les protéger ou de les garantir, et qu'il n'est pas clair de savoir qui a la responsabilité sociale du droit à la santé. John Berkeley, en accord avec lui, critique en outre que le droit à la santé ne tient pas assez compte de la responsabilité de l'individu à maintenir sa propre santé.
Pour Richard D Lamm, un droit doit être défendu à tout prix et être défini et interprété par le système judiciaire. Faire de la santé un droit obligerait les gouvernements à dépenser une grande partie de leurs ressources pour en fournir à ses citoyens. Il affirme que le « système de santé » repose sur l'hypothèse erronée de ressources illimitées. Des ressources limitées empêchent l'accès à des soins de santé adéquats pour tous, notamment à long terme. Tenter de répondre à cette demande pourrait selon lui conduire à un effondrement économique. Il affirme que l'accès aux soins de santé, devrait constituer une petite part dans la production d'une société saine et que pour créer une société saine, les ressources devraient être également prises sur les ressources sociales.
Pour Imre JP Loefler (ancien rédacteur en chef de Nairobi Hospital Proceedings et contributeur fréquent au British Medical Journal), le droit à la santé est irréaliste car les charges financières et logistiques liées à la garantie des soins de santé pour tous sont inatteignables et que les contraintes de ressources rendent irréalistes la justification d'un droit à prolonger la vie indéfiniment. Au lieu de cela, Loefler suggère que l'objectif d'améliorer la santé de la population est mieux servi par une politique socio-économique qu'un droit formel à la santé.
Ces auteurs n'évoquent généralement pas ce que coûterait à l'état et à la société une population en grande partie en mauvaise santé, faute d'accès aux soins, surtout dans un contexte écologique (crise de la biodiversité), climatique (réchauffement climatique), touristique (augmentation exponentielle du tourisme aéroporté et des croisières) et de globalisation du commerce où les prospectivistes et écoépidémiologistes s'attendent à une augmentation croissante du risque pandémique.